# 坪井川 (熊本県)
坪井川（つぼいがわ）は、熊本県熊本市を流れる熊本県管轄の二級河川である。

## 地理
熊本県熊本市北区改寄町付近に源を発し南流。熊本市北区飛田町付近で堀川と合流し、熊本市北区清水町を流れ、熊本城、熊本市役所、熊本駅などの市街地中心部を経て西に進路を変える。そして、熊本市西区上高橋付近にて井芹川と合流し、熊本市西区小島下町と熊本市西区松尾町近津の境界から有明海の島原湾に注ぐ。

## 流域

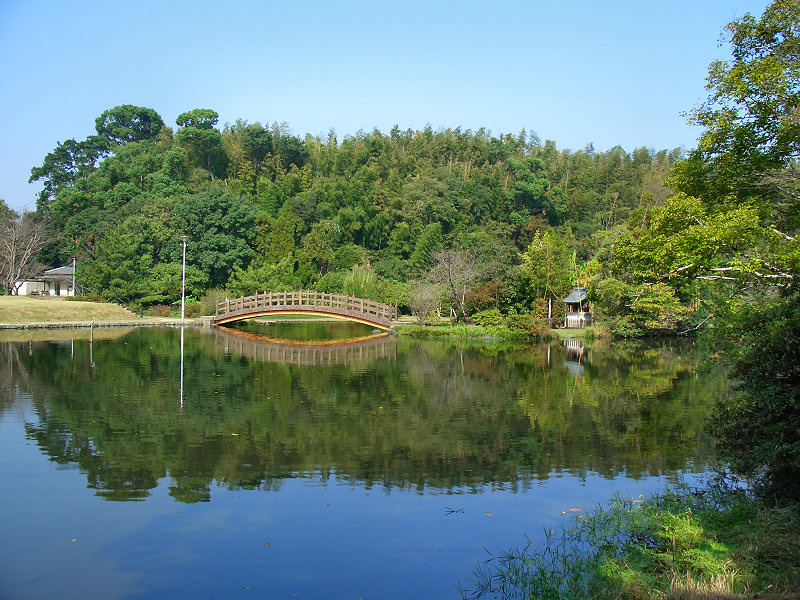
八景水谷水源
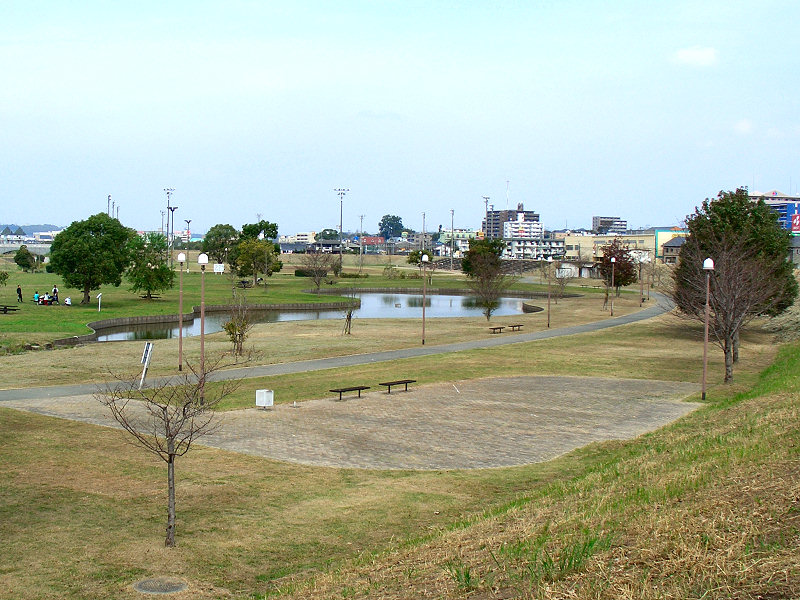
坪井川遊水池公園

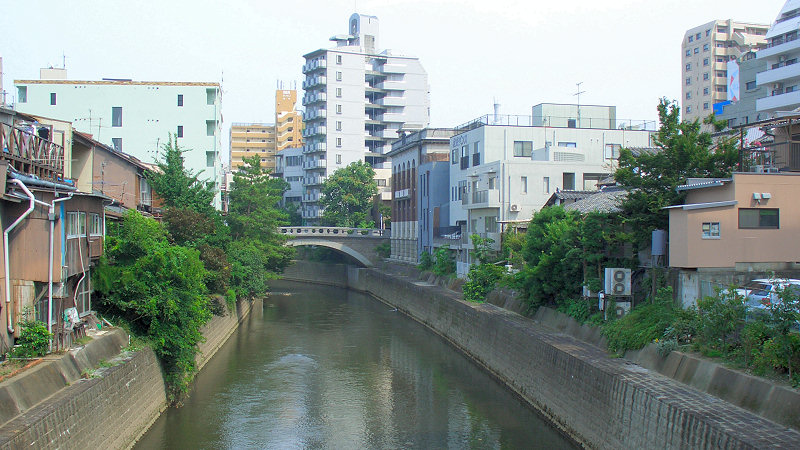
旧市街地を流れる
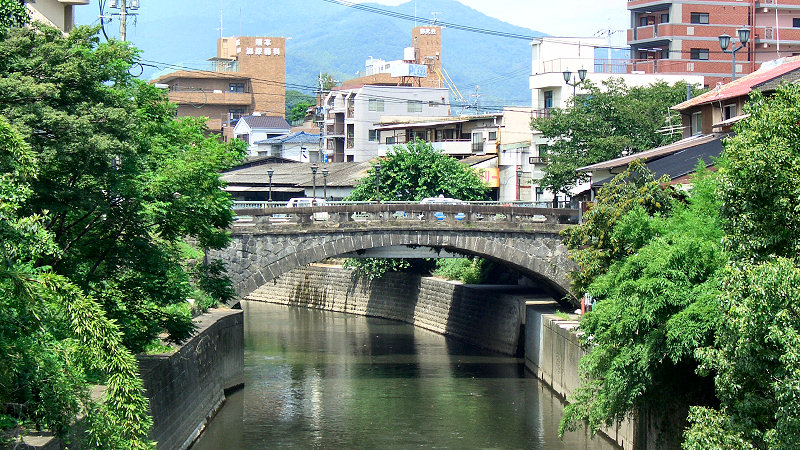
明八橋
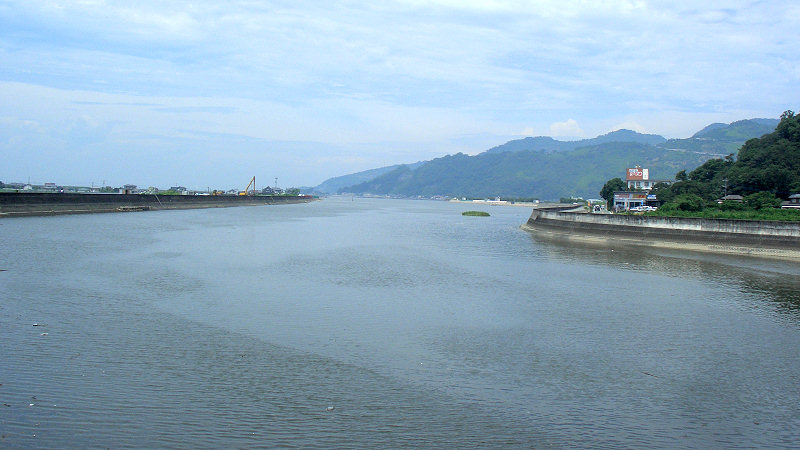
河口付近

坪井川は熊本城の内堀として活用されている。流れに沿って長さ242メートルの長塀が走っているが、これは国の重要文化財にも指定されている。

また、旧市街地を貫く河川であり、橋本勘五郎の手による明八橋や明十橋など歴史を感じさせる石橋も架けられている。
なお、童歌あんたがたどこさで歌われる「せんば川」は船場町を流れる坪井川のことであるとされている。
1960年代には、川を取り巻く環境が極端に悪化。夏は虫が発生し、魚の死骸も浮くドブ川のような状態となった。1964年（昭和39年）8月に市長の陣頭指揮により行われた「街をきれいにする運動」では、川沿いの道路から坪井川に向けて消毒用の薬剤散布も行われた。
- 上流
  - 八景水谷水源

熊本市北区清水町山室にある遊水池。細川藩五代藩主細川綱利が茶庭を造り、近江八景になぞらえてこう名付けた。八景とは、三岳青嵐、金峰白雪(金峰山と積雪)、熊城暮靄(熊本城と夕靄)、壺田落雁(坪井の田畑と雁)、浮島夜雨(八景水谷の浮島と夜の雨)、立山秋月(竜田山と秋の月)、亀井晩鐘、深林紅葉のことであるとされる。
また、1924（大正13年）の熊本市水道局創設時からの水源地でもある。近年は湧水量が減少し、枯渇が心配されている。
  - 熊本市水の科学館
  - 坪井川遊水公園・坪井川緑地

増水時に水を一時的に貯留する池。公園としても整備されており、市民の憩いの場となっている。

- 八景水谷水源
- 坪井川遊水池公園

- 下流
  - 石塘跡
  - 高橋稲荷神社
  - 千金甲古墳

- 旧市街地を流れる
- 明八橋
- 河口付近

## 河川改修
- 江戸時代

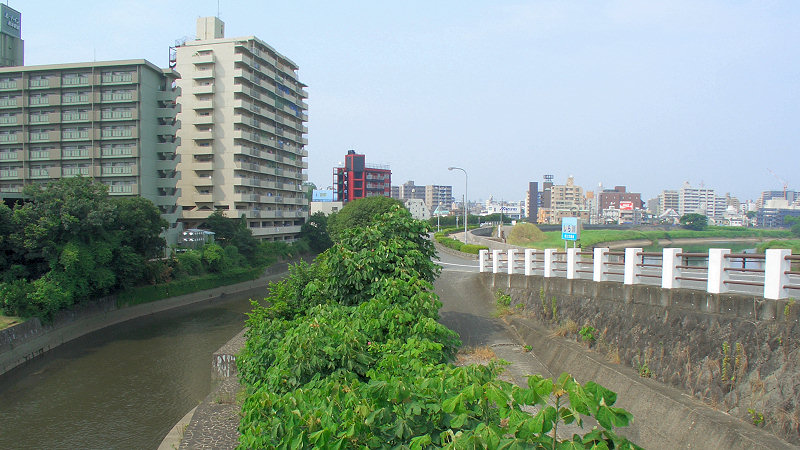
石塘跡 右側が白川

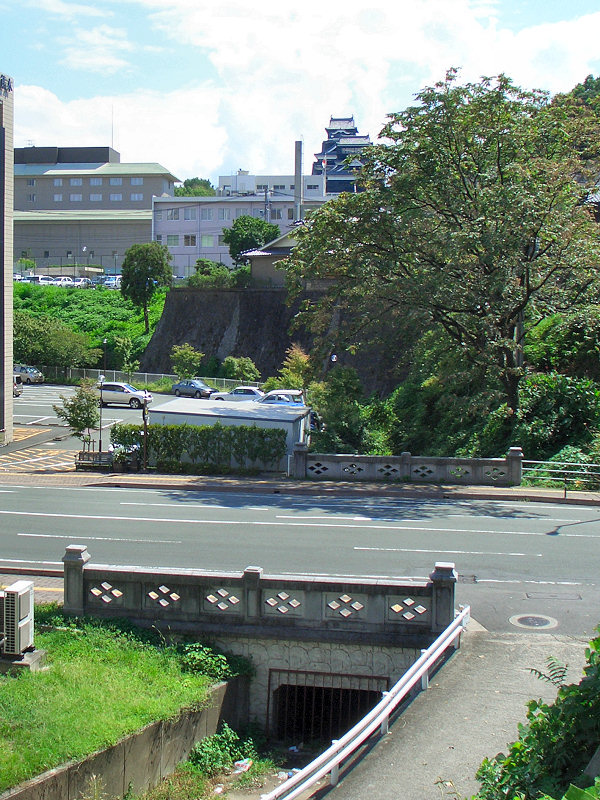
旧坪井川を上流側から見る

最初に大規模な河川改修を行ったのは加藤清正である。かつては白川が大きく蛇行しており、現在の熊本市役所付近で坪井川と合流し、長六橋方面へ流れていた。清正は治水及び熊本城の防衛のために現在の庚申橋から坪井橋付近に3本の堀を新たに設け城下町の南端で合流するようにした。堀と坪井川旧流路が囲む地区には武家屋敷が造られ、内坪井と呼ばれた。（内坪井町の語源）

しかし、1602年（慶長7年）に城下は洪水に見舞われたため、合流地点に石塘が築かれ、坪井川と白川を分流し高橋方面へ流れるように変更した。これにより、坪井川は現在のような流路となり、有明海と城下町を結ぶ物流ルートとなった。

また、井芹川が現在の中央区小沢町付近で合流していたが、昭和初期の河道変更によって花岡山の北側を通るように変更され、現流路となった。
- 昭和時代

京町台付近では、かつては崖下に沿って流れていたが、堀として活用するため内坪井町近辺で分流され、町を取り囲むように流れていた（内坪井町の語源）。しかし、昭和初期(昭和7年～11年)に改修され東側の堀が現坪井川となった。(熊本日日新聞参照)　昭和13年12月、当時の内務省及び熊本県より旧坪井川には地番が付けられ其々民間に払い下げられている(法務局土地台帳及び登記簿謄本参照)。大半の西側の旧坪井川も現存しており、昭和48年10月から昭和49年2月に架けて行われた熊本市下水道建設課(当時)発注の「旧坪井川河川改修工事」により壺川小学校北側にある流長禅院付近から壺川1丁目を経て内坪井町の大半が暗渠となっているが、丹後寺付近の暗渠は私有地であり、熊本市下水道管理課が管理者となっている。(平成6年熊本市建築指導課確認申請書参照)
更に旧坪井川は内坪井町から先では、藤園中学校校庭西側及び城東小学校校庭南側を通り最終的に西社会保険事務所横から現坪井川に流れている。

## 流域自治体
熊本県
熊本市（北区 - 中央区 - 西区）

## 並行する交通

### 道路
- 国道
  - 国道3号
  - 国道501号
- 主要地方道
  - 熊本県道28号熊本高森線
  - 熊本県道37号熊本菊鹿線
- 一般県道
  - 熊本県道237号小島新町線

### 公共交通
- 熊本市電
  - 祇園橋駅
  - 二本木口停留場
  - 田崎橋停留場
- 熊本電鉄
  - 八景水谷駅
  - 亀井駅
  - 北熊本駅
  - 藤崎宮前駅
  - 打越駅
  - 坪井川公園駅
- JR九州
  - 熊本駅

## 支流
- 小糸山川 - 熊本県熊本市北区明徳町付近を源流としている。
- 井上川
- 糸山川 - 熊本県熊本市北区明徳町付近を源流としている。
- 楠原川 - 熊本県熊本市北区楠野町付近を源流としている。
- 大鳥居川 - 熊本県熊本市北区大鳥居町付近を源流としている。
- 北原川
- 長峰川
- 梶尾川 - 熊本県熊本市北区梶尾町付近を源流としている。
- 堀川
- 万石川 - 熊本県熊本市中央区黒髪付近を源流とし、北区清水亀井町と清水本町の境界から坪井川に合流する。
  - 兎谷川 - 熊本県熊本市北区兎谷付近を源流とし、清水本町付近で万石川に合流する。
- 井芹川
  - 西谷川
    - 立福寺川

  - 西浦川
  - 前川
  - 小山田川
  - 麹川
  - 谷尾崎川
  - 平川
- 谷川
- 荒谷川 - 熊本県熊本市西区松尾町上松尾付近を源流としている。
- 松尾川 - 熊本県熊本市西区松尾町上松尾付近を源流としている。

## 周辺の施設
- 熊本市立城西中学校
- 熊本市立小島小学校
- 熊本県立熊本西高等学校
- 熊本市立高橋小学校
- 熊本市立花陵中学校
- 熊本市立白坪小学校
- 熊本市立古町小学校
- 熊本朝日放送
- 東横イン熊本駅前
- くまもと森都心
- 熊本中央郵便局
- 熊本桜町バスターミナル
- 熊本県立第一高等学校
- 熊本市民会館
- 熊本市役所
- 日本郵政株式会社九州支社
- 日本たばこ熊本ビル
- 熊本ホテルキャッスル
- アークホテル熊本
- 熊本市立城東小学校
- 熊本市立藤園中学校
- 熊本中央高等学校
- 熊本市立壺川小学校
- 熊本市北部浄化センター
- 熊本市立竜南中学校
- 熊本市立必由館高等学校
- 百貫港

## 橋梁
- 新飛田橋 - 国道387号
- 坪井川橋 - 国道3号
- 坪井橋 - 熊本県道1号熊本玉名線
- 厩橋 - 熊本県道303号四方寄熊本線
- 船場橋 - 熊本県道28号熊本高森線
- 明十橋
- 明八橋
- 祇園橋 - 熊本県道28号熊本高森線
- 春日橋 - 熊本県道22号熊本停車場線
- 坪井川橋梁 - 九州新幹線
- 新八島橋 - 熊本県道227号並建熊本線
- 平成大橋 - 熊本県道28号熊本高森線
- 高橋稲荷大橋
- 新松尾橋 - 熊本県道237号小島新町線
- 坪井川橋 - 国道501号
- 千金甲橋

## 近隣の河川
- 白川

## 参考資料
- 『熊本県大百科事典』熊本日日新聞 1982年4月
- 『日本歴史地名体系 第44巻 熊本県』下中邦彦（平凡社） 1985年3月
- 『加藤清正の川づくり・まちづくり』加藤清正土木事業とりまとめ委員会（建設省熊本工事事務所）1995年11月
- 『市史研究くまもと第7号』熊本市史編纂委員会（熊本市）1996年3月 ISSN 0918-0168
- 『加藤清正 築城と治水』坂本喜杏（冨山房インターナショナル）2006年5月